# Nurse
Nurse – debiutancki album studyjny Therapy? wydany przez A&M Records. Nagrywany w większości w Loco Studio w Caerleon, z wyjątkiem utworu „Gone”, zarejestrowanego w Annamoe. Słyszalne jest na nim odejście zespołu od noise punkowego brzmienia na rzecz bardziej industrialnego. Album został doceniony przez krytyków i osiągnął pozycję 38 w UK Albums Chart.

## Lista utworów
1. „Nausea” – 3:56
2. „Teethgrinder” – 3:26
3. „Disgracelands” – 3:42
4. „Accelerator” – 2:15
5. „Neck Freak” – 5:51
6. „Perversonality” – 3:52
7. „Gone” – 6:23
8. „Zipless” – 2:53
9. „Deep Sleep” – 5:14
10. „Hypermania” – 2:48
11. „Summer of Hate” Tylko w wersji japońskiej – 2:29
12. „Human Mechanism” Tylko w wersji japońskiej – 3:31
13. „Sky High McKay(e)” Tylko w wersji japońskiej – 2:13

## Twórcy
- Andy Cairns – wokal, gitara
- Fyfe Ewing – perkusja, wokal
- Michael McKeegan – gitara basowa
- David James – wiolonczela w utworze „Gone”
- Harvey Birrell – produkcja, sample
- Nick Atkins – inżynieria dźwięku
- Andrew Catlin – fotografia
- Jeremy Pearce – design
- Simon Carrington – design
- Mudd Wallace i Therapy? – produkcja
- George Henry Smyth – okładka